# 시노즈카역
시노즈카역(일본어: 篠塚駅, しのづかえき)은 일본 군마현 오라군 오라정에 있는 도부 철도 고이즈미 선의 역이다. 역 번호는 TI 43이다.

## 역사
- 1917년 3월 12일: 영업 개시.
- 1970년: 화물 취급 폐지.
- 1980년 8월: 무인화, 간이 위탁 개시.

## 역 구조
단선 승강장 1면 1선의 지상역이다. 역사와 승강장은 선로 남쪽에 있다. 개통 당초의 목조 역사는 2006년에 해체되었다.
승차권은 240엔 구간까지만 역전 상점에서 판매하고 있다.

## 역 주변
- 국도 제354호선

## 인접역
| 도부 철도 고이즈미 선          | 도부 철도 고이즈미 선 | 도부 철도 고이즈미 선                  |
| ------------------------------ | --------------------- | -------------------------------------- |
| TI 42 혼나카노 다테바야시 방면 |                       | 히가시코이즈미 TI 44 니시코이즈미 방면 |